# 布魯斯特 (麻薩諸塞州)
布魯斯特（英語：Brewster）是一個位於美國麻薩諸塞州巴恩斯特布爾縣的鎮。

## 人口
根據2020年美國人口普查的數據，布魯斯特的面積為65.90平方千米，當中陸地面積為59.30平方千米，而水域面積為6.60平方千米。當地共有人口10318人，而人口密度為每平方千米157人。